# Prosadikt
En prosadikt eller ett prosapoem är ett kort prosastycke med poetiska element som till exempel rytm, allitteration, assonans eller dylikt. 
Kompositionsformen odlades under förromantiken, men det var Baudelaires Le Spleen de Paris (1869, med underrubriken Petits poèmes en prose, "små prosadikter") som främst lanserade genren i nyare litteratur. Den skrevs också av Arthur Rimbaud och Stéphane Mallarmé och i Tyskland av Friedrich Hölderlin och Rainer Maria Rilke.
Senare har formen använts av bland andra nobelpristagaren Octavio Paz och avantgardisten Giannina Braschi. I Sverige har prosadikter skrivits av till exempel Johannes Edfelt, Erik Lindegren, Gunnar Ekelöf, Birgitta Trotzig och Artur Lundkvist. Sistnämnde gick ett steg längre och strävade i en lång rad böcker efter en slags poesi i romanform. 
Formen kan ibland vara svår att avgränsa mot andra typer av "kortprosa" som vinjetter, utbyggda aforismer och miniessäer.
Ordet "prosadikt" kan även, särskilt i äldre svenska, beteckna diktning på prosa, alltså skönlitteratur i motsats till facklitteratur.